# Істина (альбом Nokturnal Mortum)
«Істина» — сьомий студійний альбом «Nokturnal Mortum» випущений у 2017 році на лейблі «Oriana Music».

## Композиції
До альбому увійшли 11-ть оригінальних композицій, а також переспів на пісню Кому Вниз. Зведенням і мастерингом займався британський музикант і продюсер Грег Чендлер у «Priory Recording Studios».
Музика Varggoth та Hyozt (інструментальні композиції). Лірика, окрім «Дика вира» (Дмитро Близно) та «Ліри» (оригінал Андрій Середа), Varggoth. Дизайн оформлення диску Sir Gorgoroth, автор обкладинки Крістіан Валін.
Потужні гітари та бласт біт переважно на другому плані, поступаючись місцем духовим та струнним. У порівнянні із попередніми релізами домінують середньотемпові рифи. Не розрахований на прихильників більш швидкісних, притаманних жанру, партій, натомість увагу зосереджено на розмірених програшах та помірних соло з широким залученням етнічних інструментів. До загальної концепції, присвяченої стародавнім традиціям, не належить лиш переспів Кому Вниз.
| Інформація про композиції | Інформація про композиції                       | Інформація про композиції |
| #                         | Назва                                           | Тривалість                |
| ------------------------- | ----------------------------------------------- | ------------------------- |
| 1.                        | «Зустріну тебе в імлі старій» (інструментальна) | 02:39                     |
| 2.                        | «Мольфа»                                        | 08:33                     |
| 3.                        | «З чортом за пазухою»                           | 06:04                     |
| 4.                        | «Смерековий дід»                                | 04:49                     |
| 5.                        | «Пісня хуги»                                    | 08:23                     |
| 6.                        | «Вовчі ягоди»                                   | 09:02                     |
| 7.                        | «У човні з дурнями»                             | 06:26                     |
| 8.                        | «Дика вира»                                     | 06:43                     |
| 9.                        | «Ліра» (переспів Кому Вниз)                     | 05:08                     |
| 10.                       | «Чорний мед»                                    | 03:42                     |
| 11.                       | «Ніч богів»                                     | 09:14                     |
| 12.                       | «Куди пливуть вінки рікою?» (інструментальна)   | 03:43                     |
| 01:14:26                  |                                                 |                           |

## Склад на момент запису

### Nokturnal Mortum
- Varggoth — вокал, гітара, клавішні, бас
- Jurgis — гітара, бек-вокал
- Rutnar — бас, бек-вокал
- Hyozt — клавішні
- Bairoth — ударні

### Запрошені виконавці
- Надія Мельник — бандура
- Вікторія Кравець — віолончель («Куди пливуть вінки рікою?»)
- Михайло Кужба — цимбали
- Selvans Haruspex — клавішні
- Грег Чендлер — зведення і мастеринг
- Крістіан Валін — обкладинка
- Іван Козакевич — сопілка, дримба та буккехорн
- Alafern — скрипка

та інші.